# 萧廷瑞
萧廷瑞，山东德州人，清朝政治人物。举人出身。

## 生平
1727年接替王毓德任娄县知县一职，1729年由黄献接任。